# Chi Le Bắc Bộ
Chi Le Bắc Bộ, tên khoa học Bonia, là một chi thực vật có hoa trong họ Hòa thảo (Poaceae).

## Loài
Chi Bonia gồm các loài:
- Bonia amplexicaulis (L.C.Chia, H.L.Fung & Y.L.Yang) N.H.Xia
- Bonia levigata (L.C.Chia, H.L.Fung & Y.L.Yang) N.H.Xia
- Bonia parvifloscula (W.T.Lin) N.H.Xia
- Bonia saxatilis (L.C.Chia, H.L.Fung & Y.L.Yang) N.H.Xia
- Bonia tonkinensis Balansa: Le Bắc Bộ